# Louis-Georges Tin

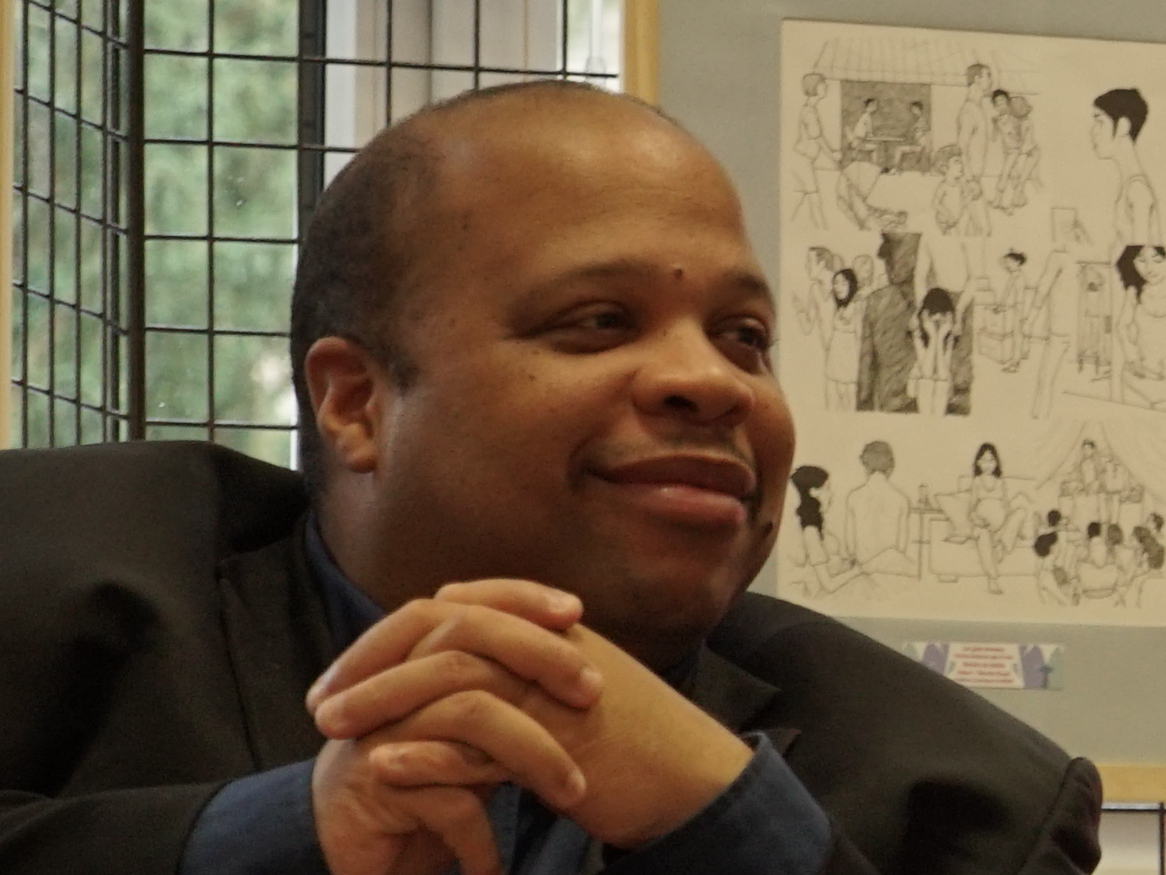
2016.

Louis-Georges Tin (ur. w 1974 na Martynice) – francuski naukowiec i działacz społeczny zaangażowany w walkę przeciw homofobii i rasizmowi. Od grudnia 2011 roku, Tin jest przewodniczącym Conseil Représentatif des Associations Noires (CRAN, Rada reprezentująca stowarzyszenia osób czarnoskórych we Francji). 
Absolwent École normale supérieure, Tin posiada agrégation i doktorat z literatury. Wykłada obecnie (jako maître de conférences) w IUFM w Orleanie i w École des hautes études en sciences sociales w Paryżu. 

## Publikacje
- Dom Juan de Molière. Étude du texte, Louis-Georges Tin, Breal 1998.
- La guerre de Troie n'aura pas lieu de Jean Giraudoux. Étude du texte, Louis-Georges Tin, Breal, 1998.
- Séquence bac français  2e & 1re histoire littéraire, Louis-Georges Tin, Breal, 2000.
- Homosexualités. Expression/répression, Louis-Georges Tin i Geneviève Pastre, Stock, 2000.
- Dictionnaire de l'homophobie sous la direction de Louis-Georges Tin, Puf, 2003.
- Anthologie de la poésie du XVIe siècle (współautor: Jean Céard), Gallimard, 2005.
- Vivre à midi de Jean-Louis Bory, préface de Louis-Georges Tin, H&o, 2006.
- Le Théâtre catholique en France (współautorzy: Henry Phillips et Aude Pichon), Champion, 2006.
- L'Invention de la culture hétérosexuelle, Éd. Autrement, 2008.
- Homosexualité : aimer en Grèce et à Rome, Sandra Boehringer i Louis-Georges Tin, Belles Lettres, 2010.
- Le Pacte pour l'égalité et la diversité, sous la direction de Louis-Georges Tin, Ed. Autrement, 2012.
- Esclavage et réparations. Les textes-clés d'hier et d'aujourd'hui, Louis-Georges Tin, les Petits Matins, 2013.
- Esclavage et réparations. Comment faire face aux crimes de l'histoire, Louis-Georges Tin, Stock, 2013.